# 加藤鐐五郎
加藤镣五郎（日语：加藤 鐐五郎/かとう りょうごろう，1883年3月11日—1970年12月20日），日本的政治家，曾担任众议院议长，吉田茂时期的法務大臣。